# Кузнецов-Жепинский, Егор Григорьевич
Егор (Георгий) Григорьевич Кузнецов-Жепинский (1725—1805) — русский изобретатель.

## Биография
Родился 23 апреля 1725 года на Выйском заводском посёлке Верхотурского уезда Сибирской губернии в семье крепостного кузнеца заводовладельцев Демидовых.
Подростком вместе с отцом и братьями трудился в небольшой кузнице. Затем работал на Выйском медеплавильном заводе помощником кузнеца, кузнецом и слесарем (с 1757 года). В 1762 году по распоряжению Н. А. Демидова Егор был определен на Нижнетагильский завод для выполнения сложных заказов и обучению мастерству молодых рабочих. В 1770—1771 годах он проходил стажировку на заводах Тулы и Брянска, где обучался металлургии, машиностроению и оружейному делу. С 1772 года продолжил трудиться на Нижнетагильском заводе.
Умер Егор Григорьевич в 1805 году в Нижнем Тагиле.

## Изобретательская деятельность
Егор Григорьевич отличился своей изобретательностью и мастерством. Первым его крупным изобретением стала водоотливная и рудоподъемная машина для шахт Медного рудника, страдавшего от избытка грунтовых вод. Здесь Кузнецов впервые использовал идею непрерывных ковшей, нашедшую впоследствии применение в землечерпалках, экскаваторах и многоковшовых погрузчиках. Создал также механические ножницы с водяным приводом для резки листового железа. Большое внимание он уделил «плющильному делу», впервые сделав попытку механизировать трудоемкую и утомительную операцию по получению листового железа, которое рабочие выковывали и разглаживали молотом вручную. Вершиной его творчества явился листопрокатный стан (плющильная машина). В 1772 году Кузнецов изобрёл пилозубильную машину для насечки зубьев в пилах. В 1775 году закончил создание сортового стана для прокатки профильного железа.

### Астрономические часы
Кроме изобретений в области промышленного производства, Кузнецов-Жепинский известен своими работами в бытовой технике. В 1775 году он закончил работу над оригинальными астрономическими часами, на изготовление которых ушло почти двадцать лет. Сложное устройство этих часов содержало указание часов, минут, восхода и захода Солнца, фазы Луны, года, месяца и числа. Также мастер вмонтировал в часы календарь с именами святых на каждый день по календарю. Часы сохранились до настоящего времени и находятся в Нижнетагильском музее-заповеднике.
Интересно, что на колокольне Никольской церкви в Нижней Салде были установлены башенные часы с боем, которые при разделе имущества Акинфия Демидова достались его сыну Никите. Эти часы якобы Петр I привез из Голландии и подарил их Демидову. В середине XVIII века они вышли из строя и долго бездействовали, но в 1771 году Демидов направил для их ремонта Егора Кузнецова, который «доставшимся от Невьянского завода часам собрал, и вновь приделал принадлежность, и действительно на Нижнесалдинском заводе в действие привел, и действуют они изрядно». Эти часы были найдены в наши дни.

### Музыкальные дрожки
В 1785—1801 годах Кузнецов изготовил «музыкальные дрожки» — пароконную повозку, оснащенную верстометром и органом. Егор Григорьевич задумал подарить механические дрожки императору Павлу I и в конце 1801 года прибыл на них в Москву, где представил своё произведение уже Александру I, так как Павел I к этому времени умер. Александр I подарок принял и передал его вдовствующей императрице Марии Фёдоровне. В благодарность за свой труд в 1804 году Кузнецов вместе с семьёй был освобожден от крепостной зависимости.
Об одном из публичных испытаний дрожек сделал запись литератор Иоанн Багратиони:

«Эти дрожки сделал сибиряк, которого звали Георгий, и привёз в Москву. И многие старики — мастера, увидев, удивлялись, и сказали, что это первейшее мастерство в мире, что никто до сих пор не слыхал о подобном мастерстве. И мы тоже превелико удивлялись, понравилось нам, как человек без знаний сделал это своим умом».
В 1838 году дрожки были переданы Конюшенному музею в качестве экспоната и находились в нём вплоть до 1917 года. После Октябрьской революции Конюшенный музей был закрыт, но механические дрожки, как памятник русского творчества, передали в Государственный Русский музей в Ленинграде. После Великой Отечественной войны экипаж был передан в Государственный Эрмитаж, где экспонируется по настоящее время.